# Галицька сільська рада (Ніжинський район)
Га́лицька сільська́ ра́да — адміністративно-територіальна одиниця та орган місцевого самоврядування в Ніжинському районі Чернігівської області. Адміністративний центр — село Галиця.

## Загальні відомості
Галицька сільська рада утворена у 1918 році.
- Територія ради: 67,71 км²
- Населення ради: 1 862 особи (станом на 2001 рік)

## Населені пункти
Сільській раді були підпорядковані населені пункти:
- с. Галиця
- с. Ковтунівка

31 липня 1997 року Чернігівська обласна рада зняла з обліку село Таборище, яке підпорядковувалось сільраді.

## Склад ради
Рада складалася з 16 депутатів та голови.
- Голова ради: Пуховець Володимир Григорович
- Секретар ради: Шкарупа Світлана Іванівна

### Керівний склад попередніх скликань
| Прізвище, ім'я, по батькові   | Основні відомості                                                                       | Дата обрання | Дата звільнення |
| ----------------------------- | --------------------------------------------------------------------------------------- | ------------ | --------------- |
| Пуховець Володимир Григорович | Сільський голова, 1958 року народження, освіта середня спеціальна, безпартійний         | 26.03.2006   | 31.10.2010      |
| Пуховець Володимир Григорович | Сільський голова, 1958 року народження, освіта середня спеціальна, член Партії регіонів | 31.10.2010   |                 |

Примітка: таблиця складена за даними сайту Верховної Ради України

### Депутати
За результатами місцевих виборів 2010 року депутатами ради стали:

#### За суб'єктами висування
| Суб'єкт висування           | Кількість обраних депутатів | %    |
| --------------------------- | --------------------------- | ---- |
| Самовисування               | 14                          | 87,5 |
| Комуністична партія України | 2                           | 12,5 |

#### За округами
| № округу                    | Прізвище, ім'я, по батькові      | Дата визнання обраним | Освіта  | Партійна приналежність | Відомості про обраного депутата  |
| --------------------------- | -------------------------------- | --------------------- | ------- | ---------------------- | -------------------------------- |
| Комуністична партія України |                                  |                       |         |                        |                                  |
| 6                           | Микитченко Микола Євгенович      | 01.11.2010            | середня | позапартійний          | Крок Укрзалізбуд, водій          |
| 16                          | Парубець Олександр Миколайович   | 01.11.2010            | вища    | позапартійний          | ТОВ «Агрокім», директор          |
| Самовисування               |                                  |                       |         |                        |                                  |
| 1                           | Росомаха Степан Павлович         | 01.11.2010            | середня | позапартійний          | СПОП «Ксена», механізатор        |
| 2                           | Бондар Микола Іванович           | 01.11.2010            | середня | позапартійний          | СПОП «Ксена», механізатор        |
| 3                           | Біленко Валентина Василівна      | 01.11.2010            | середня | позапартійна           | пенсіонер                        |
| 4                           | Микитченко Володимир Миколайович | 01.11.2010            | середня | позапартійний          | СПОП «Ксена», ветлікар           |
| 5                           | Гармаш Марія Іванівна            | 01.11.2010            | вища    | позапартійна           | СПОП «Ксена», агроном            |
| 7                           | Ковтун Наталія Петрівна          | 01.11.2010            | середня | позапартійна           | СПОП «Ксена», бухгалтер          |
| 8                           | Росомаха Володимир Павлович      | 01.11.2010            | середня | позапартійний          | ПСО с. Галиця, водій             |
| 9                           | Дерев'янко Наталія Володимирівна | 01.11.2010            | середня | позапартійна           | СПОП «Ксена», бухгалтер          |
| 10                          | Шкарупа Світлана Іванівна        | 01.11.2010            | середня | позапартійна           | Галицька сільська рада, секретар |
| 11                          | Дубовий Віктор Миколайович       | 01.11.2010            | вища    | позапартійний          | пенсіонер                        |
| 12                          | Рой Леонід Сергійович            | 01.11.2010            | середня | позапартійний          | СПОП «Ксена», механізатор        |
| 13                          | Борщ Володимир Миколайович       | 01.11.2010            | вища    | позапартійний          | СПОП «Ксена», інженер            |
| 14                          | Пуховець Василь Андрійович       | 01.11.2010            | середня | позапартійний          | СПОП «Ксена», механізатор        |
| 15                          | Демьохін Олександр Іванович      | 01.11.2010            | середня | позапартійний          | СПОП «Ксена», механізатор        |